# Buuz

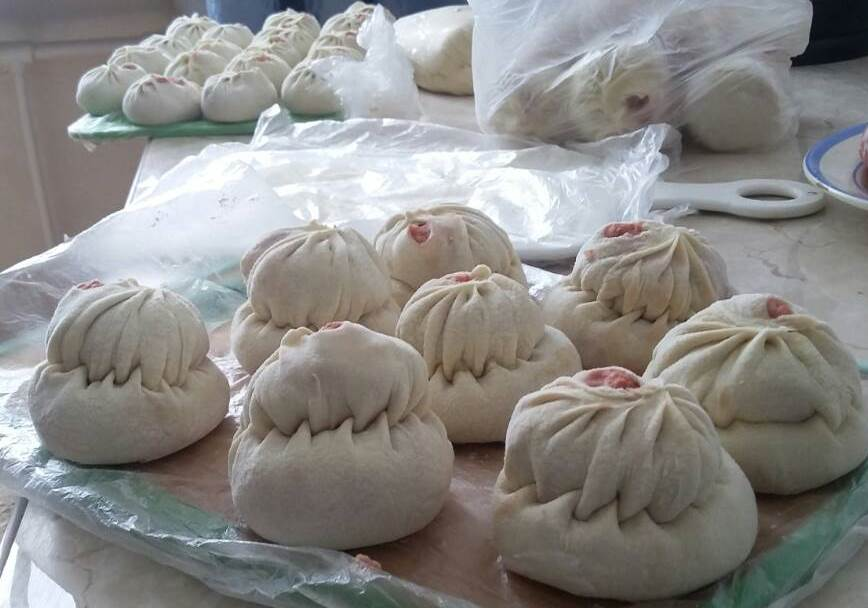
Doble buuz Buriatia, Rusia

El buuz (en mongol: Бууз; en buriato, Бууза, Buuza; pron. boze) es un pan cocido al vapor muy popular de la cocina mongola. Este tipo de pan se suele rellenar con carne picada de cordero, aunque existen variantes de carne de vaca o de yak. La carne se encuentra picada y es elaborada como una albóndiga junto con cebollas y ajo bien picado. La carne se incluye en una especie de "bolsillo" de masa de pan y se enrolla en la parte superior, la forma final depende de las costumbres y habilidades del cocinero. El buuz se suele cocinar al vapor y se suele comer con las manos.

## Servir
El buuz es un ejemplo de la cocina mongola auténtica. El plato suele ser servido en casa durante el Tsagaan Sar, año nuevo mongol. Se suele servir en los restaurantes y cafeterías a través de la capital de Ulán Bator. Es similar a otras masas rellenas mongolas como el khuushuur, excepto que no es cocido sino frito.